# Victoria: An Empire Under the Sun
Victoria: An Empire Under the Sun é um jogo de estratégia da empresa Paradox Interactive, a mesma produtora de Europa Universalis, que tem como cenário o mundo entre os anos de 1836 a 1920, contando com mais de 3000. Possui uma expansão, Victoria Revolutions, e uma segunda edição (Victoria II) lançada em 2009 e uma terceira edição (Victoria III) lançada em 2022.
É um jogo bastante complexo e com diversos sistemas. Essa complexidade é exacerbada pela ausência de um tutorial. Ao contrário de outros jogos de estratégia da Paradox que focam na diplomacia ou em guerras, Victoria: An Empire Under the Sun foca no gerenciamento interno, abordando as mudanças sociais e políticas de dentro do seu país.

## Crítica
Victoria recebeu críticas mistas da crítica especializada, as dificuldades de aprender o jogo, bem como os gráficos pouco atraentes, muitas vezes levaram a análises negativas. GameSpot comentou sobre sua "profundidade maravilhosa" e "grande ambiente de história alternativa". No entanto, avaliou que o jogo era "mais trabalho do que jogar". IGN comentou que o jogo tinha potencial único, mas foi esmagado por seu "bugginess" e falta de tutorial.